# Kurt Knöbel
Kurt Knöbel (* 9. Dezember 1911 in Dresden; † nach 1943) war ein deutscher Fechter und deutscher Meister. 
Knöbel trat zum 1. November 1937 der SS bei (SS-Nummer 326.403). Er focht bei der SG Dresden. 1940 gewann er die deutschen Einzelmeisterschaften im Degen, 1943 wurde er zusätzlich Zweiter bei den Einzelmeisterschaften im Säbel.
Im Jahr 1941 nahm er an einem Degen-Länderkampf gegen Schweden teil, der mit 22:10 Siegen verloren ging. Knöbel konnte nur eines seiner Gefechte gewinnen. Knöbel wurde zum 6. August 1943 zum SS-Untersturmführer befördert.